# Orsingen-Nenzingen
Orsingen-Nenzingen es un municipio alemán en el distrito de Constanza en el sur de Baden-Wurtemberg. Está ubicado en la Hegovia, aproximadamente 15 km al oeste del lago de Constanza. Las aldeas antes independientes de Orsingen y Nenzingen se fusionaron el 1 de enero de 1975.

## Puntos de interés
- Palacio de Langenstein, con museo del carnaval y campo de golf.